# 토번 첸포
첸포는 토번의 국가원수이다. 토번에는 총 42명의 첸포가 있었다고 하는데, 이 중 초대부터 26대까지는 실존의 증거가 부족하여 신화적 인물로 취급된다. 27대에서 32대까지는 실존인물로 여겨지지만 그 치세 동안 무슨 일이 있었는지에 관한 기록은 희박하다. 33대에서 42대까지는 티베트어나 중국어를 비롯한 여러 언어로 사료가 많이 축적되어 확실한 실존인물로 생각할 수 있다.
31-33대 첸포 이전에는 통일국가로서의 티베트는 존재하지 않았다. 31대 이전의 첸포들은 얄룽 계곡 일대의 군장국가를 지배한 부족장 정도의 지위였을 것으로 생각된다.
| 대수 | 이름         | 재위 기간       |
| ---- | ------------ | --------------- |
| 1    | 네치첸포     |                 |
| 2    | 무치첸포     |                 |
| 3    | 딩치첸포     |                 |
| 4    | 쇠치첸포     |                 |
| 5    | 메르치첸포   |                 |
| 6    | 닥치첸포     |                 |
| 7    | 십치첸포     |                 |
| 8    | 지쿰첸포     |                 |
| 9    | 부데궁게     |                 |
| 10   | 에쇼렉       |                 |
| 11   | 데쇼렉       |                 |
| 12   | 구루렉       |                 |
| 13   | 둥치렉       |                 |
| 14   | 이시렉       |                 |
| 15   | 자남진데     |                 |
| 16   | 데취남슝     |                 |
| 17   | 세노르남데   |                 |
| 18   | 세노르포데   |                 |
| 19   | 데노르남     |                 |
| 20   | 데노르포     |                 |
| 21   | 데개포       |                 |
| 22   | 데친첸       |                 |
| 23   | 토리롱첸     |                 |
| 24   | 치첸남       |                 |
| 25   | 치자풍첸     |                 |
| 26   | 치톡제첸     |                 |
| 27   | 라토토리넨첸 |                 |
| 28   | 치넨슝첸     |                 |
| 29   | 둥녠데뎁     |                 |
| 30   | 닥리넨세     | 579년–619년     |
| 31   | 남리뢴첸     | ?–629년         |
| 32   | 송첸캄포     | 618년–649년     |
| 33   | 궁송궁첸     | 638년–655년?    |
| 34   | 망송망첸     | 653년–676년     |
| 35   | 치두송첸     | 676년–704년     |
| ?    | 라밸포       |                 |
| 36   | 치데죽첸     | 680년–743년     |
| 37   | 치송데첸     | 755년–797년     |
| 38   | 무네첸포     | 797년–799년?    |
| 39   | 치데송첸     | 800년경?–815년? |
| 40   | 렐파첸       | 815년–836년     |
| 41   | 랑다르마     | 836년–842년     |

## 같이 보기
- 토번